# Хетемай, Мехмет
Мехмет Хетемай (фин. Mehmet Hetemaj; 8 декабря 1987, Србица, СФРЮ) — финский футболист, защитник и полузащитник клуба «СИК».

## Биография
Хетемай начал свою игровую карьеру в школе финской команды ХИК и впервые вышел в составе старшей команды в сезоне 2006/07. Затем он был отдан в аренду сначала клубу «Виикингит», а затем отправился играть в греческую Суперлигу: клубы «Паниониос» и «Трасивулос». В сезоне 2009/10 он на правах аренды перешёл в итальянский «Альбинолеффе», а затем и подписал профессиональный контракт с клубом.
Вызывается с 2009 года в национальную команду Финляндии, провёл три игры. В составе молодёжной сборной Финляндии участвовал в чемпионате Европы 2009, был заявлен под номером 8. 21 мая 2014 года дебютировал в составе сборной Косова в товарищеском матче со сборной Турции.
По национальности косовский албанец. Младший брат Перпарима Хетемая, также играющего в Серии А и игравшего за сборную Финляндии.